# 평택시 갑
평택시 갑은 대한민국의 국회의원 선거구이다. 경기도 평택시의 일부 지역을 관할한다. 현직 국회의원은 더불어민주당의 홍기원이다.

## 역사
1995년 1월, 송탄시와 평택시, 평택군이 통합하여 통합 평택시가 신설되었다. 이에 제15대 국회의원 선거를 앞두고 신설되었다.
제21대 국회의원 선거를 앞두고 평택시 을 선거구에서 비전1동을 편입했다.
제22대 국회의원 선거를 앞두고 비전1동을 신설되는 평택시 병 선거구로 넘겼다.

## 관할 구역
| 대수      | 관할 구역                                                                                                |
| --------- | --- |
| 15대      | 평택시 진위면, 서탄면, 중앙동, 서정동, 동부동, 도원동, 지산동, 송북동, 신장1동, 신장2동, 통복동, 세교동  |
| 16대~20대 | 평택시 진위면, 서탄면, 중앙동, 서정동, 송탄동, 지산동, 송북동, 신장1동, 신장2동, 통복동, 세교동          |
| 21대      | 평택시 진위면, 서탄면, 중앙동, 서정동, 송탄동, 지산동, 송북동, 신장1동, 신장2동, 통복동, 비전1동, 세교동 |
| 22대~     | 평택시 진위면, 서탄면, 중앙동, 서정동, 송탄동, 지산동, 송북동, 신장1동, 신장2동, 통복동, 세교동          |

## 역대 국회의원
| 선거   | 정당 | 정당         | 의원   |
| ------ | ---- | ------------ | ------ |
| 1996년 |      | 무소속       | 원유철 |
| 2000년 |      | 새천년민주당 | 원유철 |
| 2004년 |      | 열린우리당   | 우제항 |
| 2008년 |      | 한나라당     | 원유철 |
| 2012년 |      | 새누리당     | 원유철 |
| 2016년 |      | 새누리당     | 원유철 |
| 2020년 |      | 더불어민주당 | 홍기원 |
| 2024년 |      | 더불어민주당 | 홍기원 |

## 역대 선거 결과

### 대한민국 제15대 국회의원 선거
|  | 40.16% |

|  | 20.19% |

|  | 19.14% |

|  | 13.48% |

|  | 4.70% |

|  | 2.30% |

### 대한민국 제16대 국회의원 선거
|  | 32.73% |

|  | 30.49% |

|  | 15.65% |

|  | 13.41% |

|  | 7.70% |

### 대한민국 제17대 국회의원 선거
|  | 48.62% |

|  | 40.74% |

|  | 6.00% |

|  | 4.61% |

### 대한민국 제18대 국회의원 선거
|  | 50.76% |

|  | 47.08% |

|  | 2.14% |

### 대한민국 제19대 국회의원 선거
|  | 60.25% |

|  | 36.32% |

|  | 3.41% |

### 대한민국 제20대 국회의원 선거
|  | 55.48% |

|  | 20.71% |

|  | 19.94% |

|  | 3.85% |

### 대한민국 제21대 국회의원 선거
|  | 50.22% |

|  | 47.41% |

|  | 1.63% |

|  | 0.72% |

### 대한민국 제22대 국회의원 선거
|  | 57.41% |

|  | 42.58% |